# Rue de la Fédération
Pour les articles homonymes, voir Kléber (homonymie) et Fédération.
La rue de la Fédération est une rue du 15e arrondissement de Paris.

## Origine du nom
Le voisinage du Champ-de-Mars lui a fait donner son nom actuel, en l'honneur de la fête de la première Fête de la Fédération, qui fut célébrée le 14 juillet 1790, premier anniversaire de la prise de la Bastille.

## Historique
Cette voie qui figure sur le plan de Verniquet de 1770 est dénommée « rue Kléber » par une décision du 14 fructidor an X (1er septembre 1802). 
Par un arrêté du 16 août 1879, la « rue Kléber » prend le nom de « rue de la Fédération ».
Son tracé a été modifié en 1897 afin de permettre l'agrandissement de la gare du Champ de Mars.

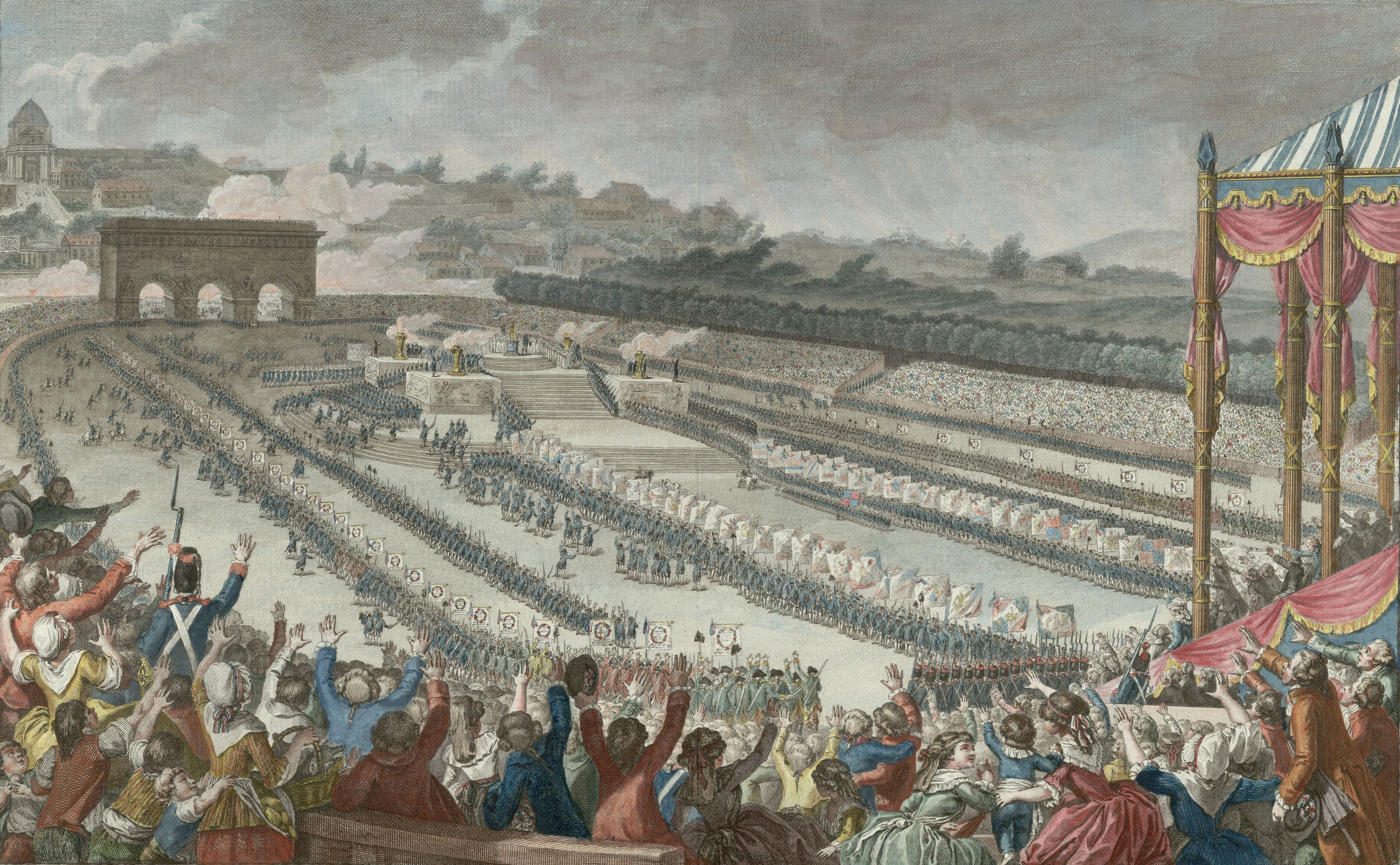
La fête de la Fédération, tenue au Champ-de-Mars le 14 juillet 1790.
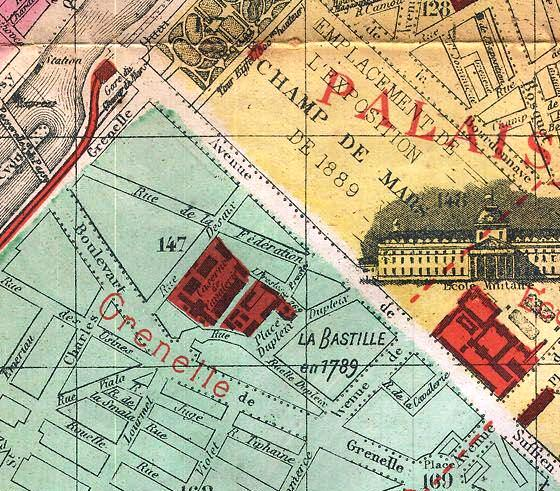
La rue pendant l'exposition universelle de 1889 (détail du plan de Vuillemin).
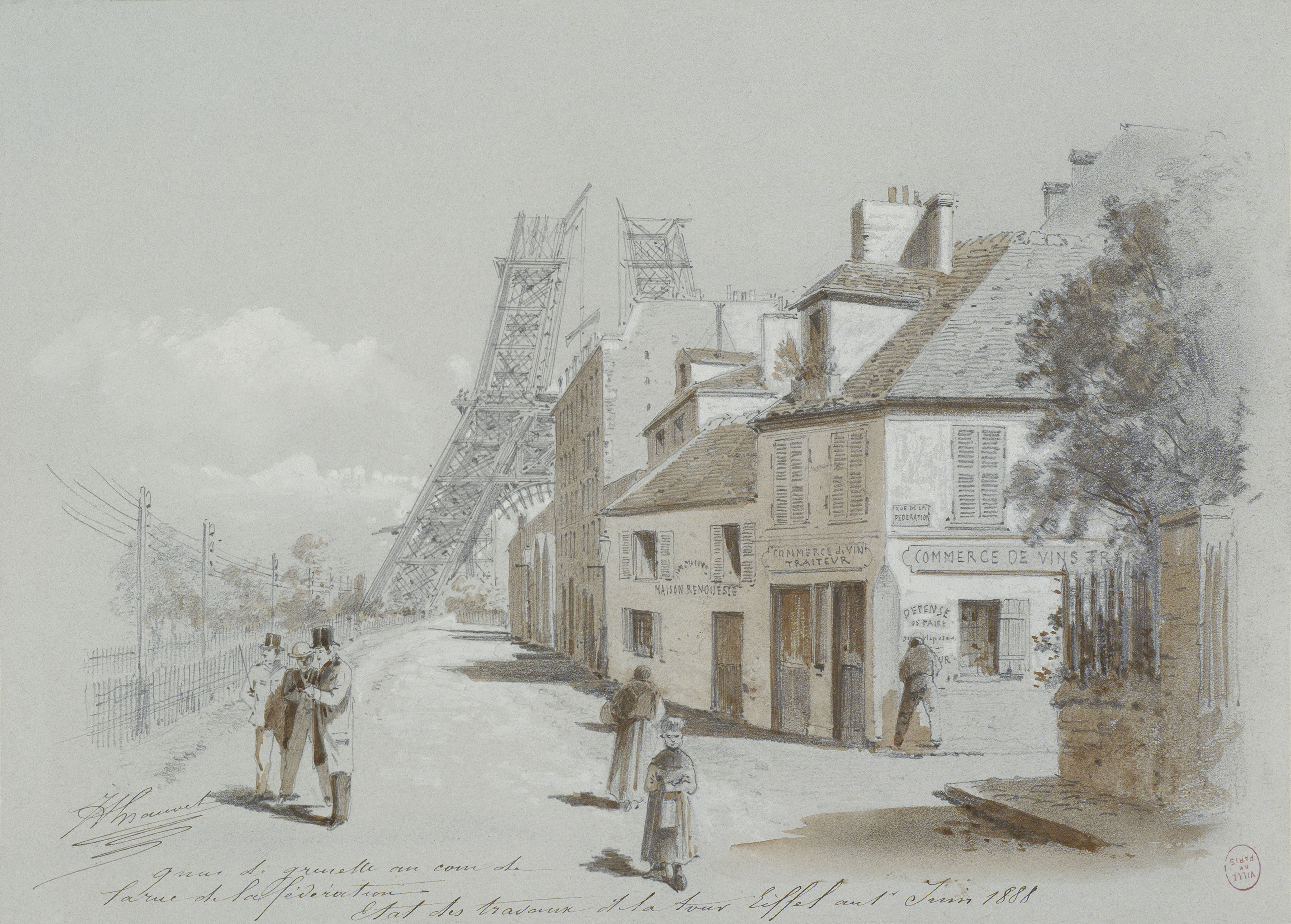
Angle avec le quai de Grenelle en 1888, avec la tour Eiffel en construction (dessin de Jules-Adolphe Chauvet).
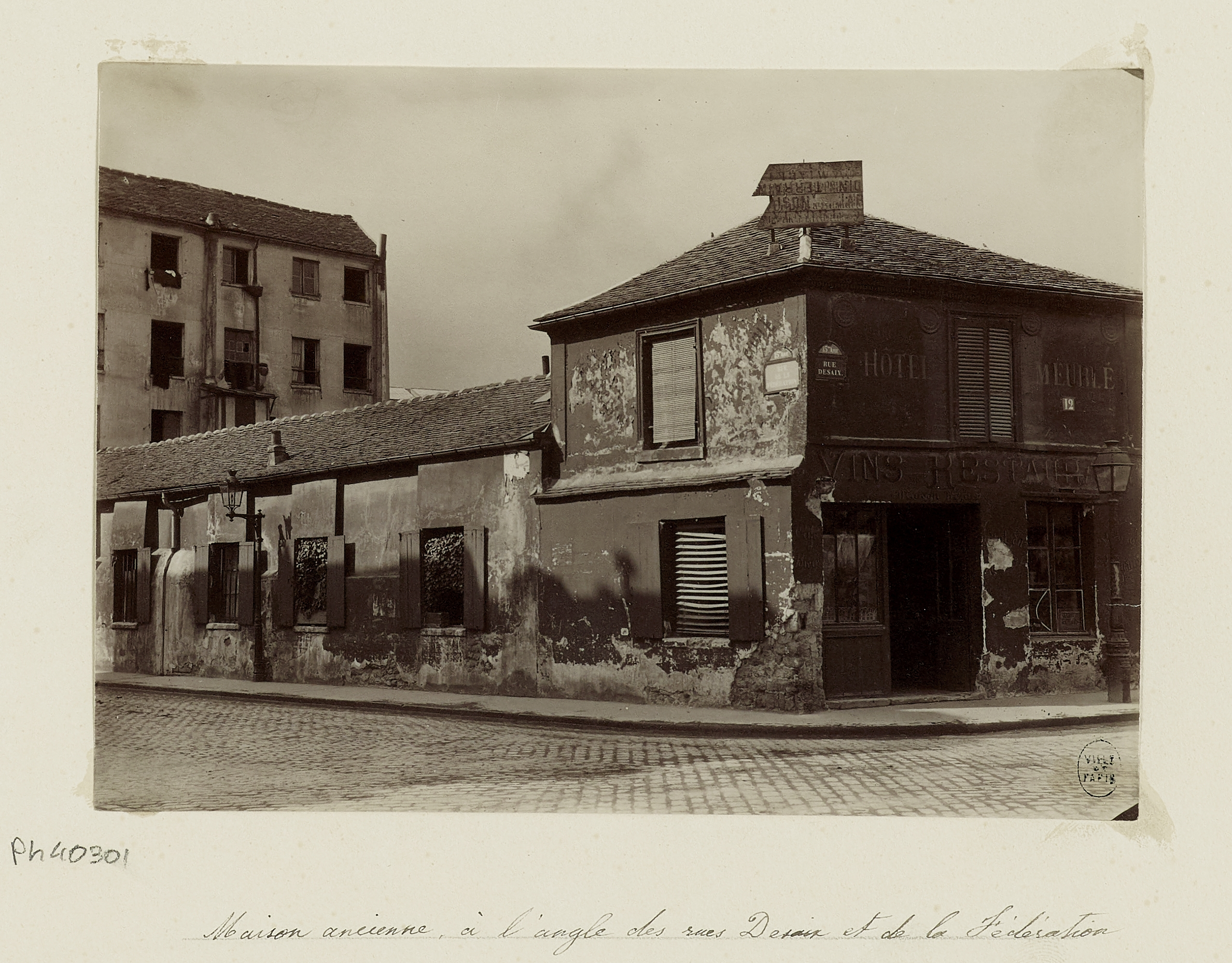
Angle avec la rue Desaix au début du XXe siècle.

## Bâtiments remarquables et lieux de mémoire
- C'est dans cette rue que se situaient les établissements Revillon Frères.
- L'immeuble de bureaux Carré Suffren a abrité le siège de l'Institut français et du Commissariat à l'énergie atomique de 1963 à 2003 et, depuis 2019, celui de l'Agence internationale de l'énergie ainsi que des locaux du ministère de l'Éducation nationale.

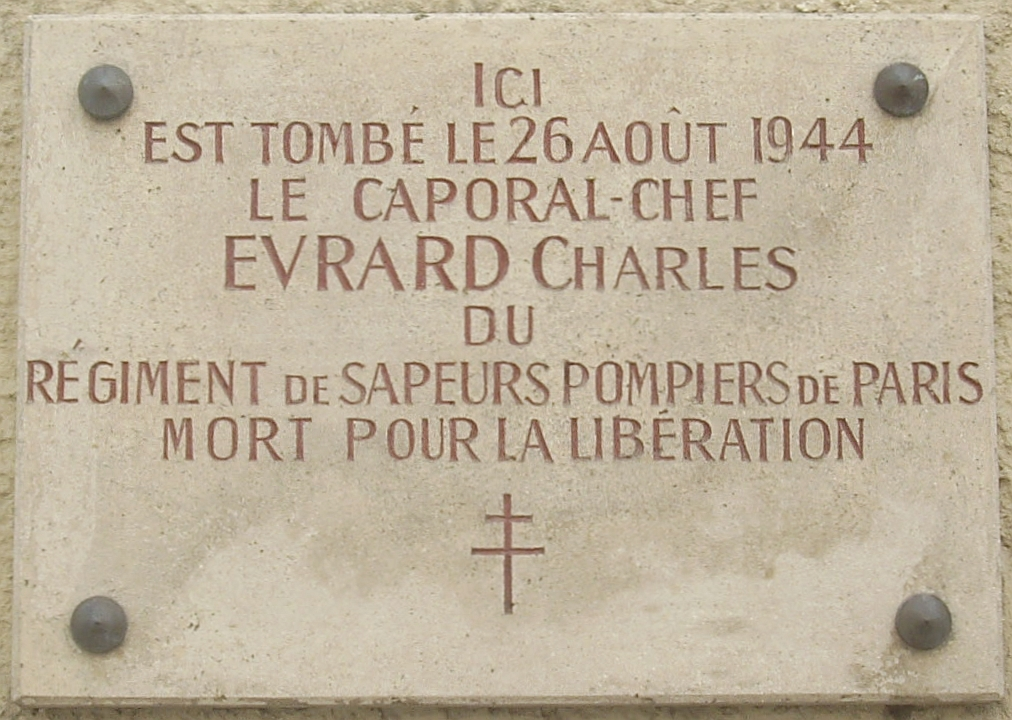
No 56 : plaque en hommage à Charles Évrard, mort pour la Libération de Paris.